# Ponorné čerpadlo

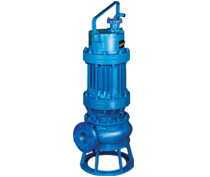
Ponorné čerpadlo

Ponorné čerpadlo je čerpadlo, jehož konstrukční uspořádání dovoluje, aby bylo při čerpání umístěno pod hladinou čerpané tekutiny. Může proto čerpat tekutiny i z velkých hloubek, např. z hlubinných studní.
Výrazem ponorné čerpadlo se obvykle rozumí celé soustrojí tvořené čerpadlem a elektromotorem. Možnost ponoření tak limituje technická úroveň utěsnění elektromotoru.

## Historie
Ponorná čerpadla byla nejprve užívána při těžení ropy, kdy byly používány elektromotory s olejovou náplní. Pro čerpání vody bylo nutno vyřešit vodotěsnost statoru elektromotoru. Olomoucká firma Sigmud pumpy nabízela ponorná čerpadla Nautila od 30. let 20. století.